# Columbus, Ohio
Columbus este cel mai mare oraș și capitala statului american Ohio. Deși localitatea se întinde și în comitatele înconjurătoare (Delaware și Fairfield) este reședință doar a comitatului Franklin.

## Personalități născute aici
- Granville Woods (1856 - 1910), inventator;
- George Wesley Bellows (1882 - 1925), artist plastic;
- Warner Baxter (1889 - 1951), actor;
- James Thurber (1894 - 1961), scriitor;
- Prescott Bush (1895 - 1972), om politic, tatăl lui George H. W. Bush;
- Thomas Kilgore Sherwood (1903 - 1976), inginer chimist;
- Sam Hanks (1914 - 1994), pilot de Formula 1;
- Mikel Conrad (1919 - 1982), actor, regizor;
- Miller Anderson (1922 - 1965), săritor în apă;
- Jack Nicklaus (n. 1940), jucător de golf;
- R. L. Stine (n. 1943), scriitor;
- Lois McMaster Bujold (n. 1949), scriitoare;
- Beverly D'Angelo (n. 1951), actriță, cântăreață;
- Randy Savage (1952 - 2011), wrestler;
- Andrew Weaver (n. 1959), ciclist;
- Richard Biggs (1960 - 2004), actor;
- Joshua Angrist (n. 1960), economist, Premiul Nobel pentru științe economice;
- Nelson Carmichael (n. 1965), sportiv la schi acrobatic;
- Josh Radnor (n. 1974), actor, regizor;
- Simone Biles (n. 1997), gimnastă;
- Staciana Stitts (n. 1981), înotătoare;
- Graham Rahal (n. 1989), pilot de curse;
- Alexa Bliss (n. 1991), fotomodel, wrestler;
- Simone Biles (n. 1997), gimnastă.